# Caulopsis lancifera
Caulopsis lancifera är en insektsart som beskrevs av Rehn, J.A.G. 1920. Caulopsis lancifera ingår i släktet Caulopsis och familjen vårtbitare. Inga underarter finns listade i Catalogue of Life.